# Stupid White Men
Stupid White Men ...and Other Sorry Excusis for the State of the Nation! (Estúpids hòmens blancs) és un assaig de l'escriptor i cineasta estatunidenc Michael Moore, publicat el 2001. Es tracta d'una obra de crítica social i política escrita en to satíric, que arremet contra alguns aspectes de la societat estatunidenca i, en particular, contra les polítiques del llavors president George W. Bush.

## Sinopsi
En Stupid White Men, Moore fa una crítica mordaç de la realitat sociopolítica dels Estats Units al començament del segle xxi. Un dels eixos centrals de l'obra és la impugnació de l'arribada de George W. Bush a la presidència després de les eleccions del 2000: Michael Moore acusa Bush de "robar" l'elecció gràcies a l'ajut del seu entorn (familiars, aliats polítics i fins i tot jutges) i a irregularitats en el recompte electoral de Florida. A partir d'aquest cas, l'autor exposa el que considera la corrupció del sistema polític, en què una elit poderosa manipula les institucions en el seu benefici.
Michael Moore també denuncia la creixent desigualtat econòmica, i assenyala com els més rics continuen augmentant les fortunes mentre la classe mitjana i treballadora viu sota el temor constant de la inestabilitat econòmica. També ataca la connivència entre el poder polític i les grans corporacions, i suggereix que els dirigents governen atenent els interessos empresarials més que no pas el benestar de la ciutadania. L'autor empra el terme "estúpids hòmens blancs" per a referir-se sarcàsticament a aquests dirigents —sobretot hòmens blancs anglosaxons del món empresarial i governamental— als quals culpa d'haver causat més perjudicis als Estats Units que cap altre grup de poder. Amb un estil que combina dades, anècdotes i humor negre, l'assaig aborda també qüestions de discriminació ètnica i crítica cultural, i estén les sàtires característiques de Moore (presents en els seus documentals i obres prèvies) a l'àmbit polític de l'administració Bush. El to general de l'obra és col·loquial, mordaç i deliberadament polèmic, buscant tant informar com indignar el lector.

## Context de publicació
Michael Moore acabà el manuscrit de Stupid White Men poc abans dels atemptats de l'11 de setembre del 2001. La publicació en va enfrontar serioses dificultats a causa del canvi de clima polític després d'aquests atacs. La seua editorial als Estats Units, ReganBooks (un segell de HarperCollins), al principi es va negar a distribuir els 50.000 exemplars ja impresos, per considerar "inoportuna" una obra tan crítica amb el govern en plena expansió del patriotisme post-11S. Els executius de HarperCollins temien una reacció negativa del públic, perquè l'assaig conté una carta oberta molt crítica al president Bush i severes acusacions contra la seua administració.
Segons Michael Moore, l'editorial li exigí reescriure fins a la meitat de l'obra per a suavitzar-ne el to: li van demanar eliminar o modificar capítols complets (com “Dear George”, una carta oberta a Bush, i “Kill Whitey”, una sàtira sobre la cultura privilegiada blanca) i canviar el títol per un de menys provocatiu. També li volien obligar a no qualificar l'ocorregut a Florida el 2000 com un "cop d'estat" i a ometre les crítiques més dures, i fins i tot li suggeriren que reconegués els aspectes "positius" de la presidència de Bush després de l'11-S. L'editorial pretenia a més que Moore assumís els costos d'una reimpressió dels llibres ja impresos (uns 100.000 dòlars) si accedia als canvis proposats. Davant aquestes demandes, Moore es negà rotundament a alterar la seua obra, i denuncià que es tractava d'un intent de censura política.
La disputa va arribar a un punt crític quan HarperCollins anuncià la seua intenció de cancel·lar la publicació i destruir els exemplars impresos si no es realitzaven les modificacions. La destinació de l'assaig, però, feu un gir gràcies a la intervenció de la comunitat de bibliotecaris. Al desembre del 2001, Michael Moore comentava en un acte públic les pressions que sofria per part de l'editorial; entre el públic hi havia Ann Sparanese, una bibliotecària de Nova Jersey, que va mobilitzar els seus col·legues amb correus electrònics i llistes de distribució, argumentant que la situació era un atac a la llibertat d'expressió. La campanya dels bibliotecaris exercí una forta pressió sobre HarperCollins, que pocs dies després va decidir fer marxa enrere i publicà Stupid White Men sense canvis. L'editorial inicialment es va desmarcar del llibre, reduint-ne la promoció al mínim (només va organitzar una petita gira de presentació en tres ciutats).
Stupid White Men isqué a la venda als Estats Units a principis del 2002 i, contra tot pronòstic, esdevingué un èxit immediat. Els 50.000 exemplars de la primera tirada es vengueren en un sol dia, i l'endemà aconseguia el número 1 en vendes en Amazon. En menys d'una setmana ja se n'havien imprés nou edicions i la demanda seguia en augment. En paraules de Michael Moore, l'enorme acolliment del públic demostrava que la veu crítica del llibre sí que connectava amb els lectors, contradient els temors de l'editorial.

## Acollida
Després de la publicació, l'acollida en fou mixta. Molts comentaristes van elogiar l'enginy satíric de Moore i la seua disposició a qüestionar el poder. Per exemple, el diari britànic The Guardian destacà l'estil "càustic" de l'autor i com l'assaig havia generat polèmica fins i tot abans de veure la llum. S'hi subratllà que Moore, conegut com un enfant terrible de la cultura estatunidenca, usava un to desenfadat i combatiu per a exposar veritats incòmodes. Tanmateix, altres crítics van retraure al llibre un biaix excessivament partidista i una tendència al sensacionalisme. En cercles conservadors i afins al govern de Bush, Moore fou acusat de manipular dades i de manca de rigor. De fet, el seu èxit provocà reaccions adverses: el 2004 es publicava un llibre de resposta titulat Michael Moore is a Big Fat Stupid White Man, escrit pels periodistes David T. Hardy i Jason Clarke, que intentava refutar fil per randa les afirmacions de Moore i fou distribuït irònicament per la mateixa HarperCollins. En general, Stupid White Men va polaritzar la crítica: per als seus simpatitzants és una sàtira valenta que exposa hipocresies del sistema, mentre que els seus detractors el consideraren un pamflet demagògic dirigit als ja convençuts.

## Controvèrsies
Stupid White Men va estar envoltat de controvèrsies tant en la gestació com en el contingut. La primera gran polèmica va sorgir amb l'intent de bloqueig editorial que va patir el llibre als Estats Units després de l'11-S. La decisió inicial de HarperCollins d'ajornar a editar l'obra fou vista per Moore i molts observadors com un acte de censura polític. Només després de la protesta organitzada per bibliotecaris i defensors de la Primera Esmena es pogué revertir aquesta decisió i publicar l'obra íntegra, i això va convertir el cas en un cèlebre episodi en defensa de la llibertat d'expressió en l'àmbit editorial. Michael Moore ha assenyalat que, de no ser per aquesta pressió pública, els exemplars impresos "probablement no s'haurien distribuït" i haurien acabat destruïts per l'editorial. Aquest incident també va alimentar l'expectació a l'entorn del llibre, que passà de ser vist com un títol "perillós" per a la indústria a un èxit de vendes, augmentant així l'atenció mediàtica sobre el seu contingut.
Durant el seu llançament (a pocs mesos de l'inici de la Guerra de l'Iraq del 2003), Moore fou titllat d'antipatriota per partidaris del govern de Bush, que consideraven inapropiat criticar el president en temps de conflicte. Alguns comentaristes conservadors van acusar l'assaig de contenir tergiversacions i afirmacions exagerades contra l'administració Bush. Fins i tot el provocador títol fou objecte de discussió: alguns el trobaven ofensiu, en dirigir-se despectivament als "hòmens blancs" en posicions de poder, i ho van interpretar com un menyspreu deliberat cap a part del públic.